# Ulrikke Brandstorp
Ulrikke Brandstorp (Sarpsborg, 13 juli 1995), vaak verkort tot Ulrikke, is een Noorse zangeres, songwriter en musicalactrice.

## Carrière
In 2013 werd Brandstorp bekend in eigen land door haar deelname aan de Noorse versie van Idols. In 2017 nam ze voor de eerste keer deel aan Melodi Grand Prix, de Noorse voorselectie voor het Eurovisiesongfestival. Met het nummer Places eindigde ze als vierde. Drie jaar later nam ze opnieuw deel aan Melodi Grand Prix, dit keer met het nummer Attention. In de finale kreeg ze de meeste stemmen en won daarmee het recht om Noorwegen te vertegenwoordigen op het Eurovisiesongfestival 2020 in Rotterdam, Nederland. Het festival werd evenwel geannuleerd.
In 2023 nam ze opnieuw deel aan Melodi Grand Prix met het nummer " Honestly". Ze kwalificeerde zich in de eerste voorronde, en eindigde in de finale op de tweede plaats.
1960: Nora Brockstedt · 
1961: Nora Brockstedt · 
1962: Inger Jacobsen · 
1963: Anita Thallaug · 
1964: Arne Bendiksen · 
1965: Kirsti Sparboe · 
1966: Åse Kleveland · 
1967: Kirsti Sparboe · 
1968: Odd Børre · 
1969: Kirsti Sparboe · 
1971: Hanne Krogh · 
1972: Grethe Kausland & Benny Borg · 
1973: Bendik Singers · 
1974: Anne-Karine Strøm & Bendik Singers · 
1975: Ellen Nikolaysen · 
1976: Anne-Karine Strøm · 
1977: Anita Skorgan · 
1978: Jahn Teigen · 
1979: Anita Skorgan · 
1980: Sverre Kjelsberg & Mattis Hætta · 
1981: Finn Kalvik · 
1982: Jahn Teigen & Anita Skorgan · 
1983: Jahn Teigen · 
1984: Dollie de Luxe · 
1985: Bobbysocks · 
1986: Ketil Stokkan · 
1987: Kate Gulbrandsen · 
1988: Karoline Krüger · 
1989: Britt Synnøve Johansen · 
1990: Ketil Stokkan · 
1991: Just 4 Fun · 
1992: Merethe Trøan · 
1993: Silje Vige · 
1994: Elisabeth Andreassen & Jan Werner Danielsen · 
1995: Secret Garden · 
1996: Elisabeth Andreassen · 
1997: Tor Endresen · 
1998: Lars Fredriksen · 
1999: Stig Van Eijk · 
2000: Charmed · 
2001: Haldor Lægreid · 
2003: Jostein Hasselgård · 
2004: Knut Anders Sørum · 
2005: Wig Wam · 
2006: Christine Guldbrandsen · 
2007: Guri Schanke · 
2008: Maria Haukaas Storeng · 
2009: Alexander Rybak · 
2010: Didrik Solli-Tangen · 
2011: Stella Mwangi · 
2012: Tooji · 
2013: Margaret Berger · 
2014: Carl Espen · 
2015: Mørland & Debrah Scarlett · 
2016: Agnete · 
2017: JOWST feat. Aleksander Walmann · 
2018: Alexander Rybak · 
2019: KEiiNO · 
2021: Tix · 
2022: Subwoolfer · 
2023: Alessandra · 
2024: Gåte ·
2025: Kyle Alessandro